# Bernd Thijs
Bernd Thijs (* 28. června 1978 Hasselt) je belgický fotbalista. Hraje na pozici defenzivního záložníka, měří 186 centimetrů.
Svoji kariéru zahájil v roce 1995 v klubu Standard Lutych, odkud v roce 2000 přestoupil do KRC Genk, s nímž se stal v roce 2002 belgickým mistrem. V roce 2004 přestoupil do tureckého Trabzonsporu. Od ledna 2005 hrál za bundesligovou Borussii Mönchengladbach.
V květnu 2007 s ním klub předčasně rozvázal smlouvu. Bernd Thijs za Borussii nastoupil celkem ve 49 ligových zápasech. Od srpna 2007 je Thijs členem kádru belgického klubu KAA Gent, kde má smlouvu do června 2009. Thijs nastoupil pětkrát za belgickou reprezentaci a celkem čtrnáctkrát se objevil na její soupisce. Podíval se s ní i na mistrovství světa v roce 2002.